# André Plantain
Pour les articles homonymes, voir Plantain.
André Plantain, né le 26 mai 1901 à Conches (Eure) et mort le 28 mai 1967 à Argences (Calvados), est un homme politique français.

## Détail des fonctions et des mandats
Mandat parlementaire
- 22 février 1966 - 2 avril 1967 : Député de la 3e circonscription du Calvados